# ウィム・コック
ウィレム”ウィム”・コック（オランダ語：Wim Kok、 Willem "Wim" Kok、1938年9月29日 - 2018年10月20日）は、オランダの政治家。第48代オランダ首相などを歴任した。

## 経歴
1938年9月29日にベルガンバフトに誕生する。社会主義系労働組合であるオランダ労働組合連合でキャリアをスタートさせ、1973年から1982年まで議長。1976年から1986年までオランダ労働組合連盟議長。1986年にデン・アイルを引き継ぎ、労働党を率いる。1994年から2002年まで、労働党と自由民主国民党による連立内閣、いわゆる紫連立において首相を務めた。俗にオランダモデルと呼ばれる、ワークシェアリング導入を推進した。その後は欧州委員会でリスボン戦略のロビー活動を行うなど活動を続け、2018年10月20日に80歳で死去した。
首相在任中の2000年2月に、インドネシアに対して、植民地時代のオランダの行為に関して謝罪する用意があると表明したが、国内で嵐のような世論の反発に遭い、謝罪は立ち消えとなり、元軍人団体は「謝罪は独立戦争の犠牲になったオランダ兵に対する侮辱である」と猛反発した。